# Ain't That a Lot of Love
(Ain't That) A Lotta Love è un brano musicale scritto da Homer Banks e Dean Parker nel 1966. I Simply Red ne hanno realizzato un remix progressive house nel 1999.

## Descrizione
Il riff di base è stato utilizzato dal The Spencer Davis Group per il singolo del 1966 Gimme Some Lovin'. La prima incisione completa è invece quella di Sam & Dave per l'album del 1968 I Thank You.

### Il testo
that I feel in my heart for you

If I could spread it out across the sea,

I know my love would cork it up

Ain't that a lot of love for one heart to hold»
che sento nel mio cuore per te

Se potessi spargerlo nel mare,

So che il mio amore lo ricoprirebbe

insomma è tanto questo amore per un solo cuore»
(Homer Banks, "Ain't That a Lot of Love", 1968)
Il testo parla di un amore incommensurabile che il protagonista vorrebbe condividere con la persona amata.

## Cover
Altre versioni sono state realizzate da:
- Taj Mahal nell'album del 1968 The Natch'l Blues.
- Three Dog Night nell'album del 1969 Suitable for Framing.
- The Flying Burrito Brothers nell'album del 1972 Last of the Red Hot Burritos.
- The Band nell'album del 1977 Islands.
- Webb Wilder nell'album del 1989 Hybrid Vigor.
- The Fabulous Thunderbirds nell'album del 1991 Walk That Walk, Talk That Talk.
- Simply Red nell'album del 1999 Love and the Russian Winter.
- Tom Jones con i Simply Red nell'album del 1999 Reload.
- Beverley Knight nell'album del 2007 Music City Soul.

## Classifiche
| Classifica (1999)        | Posizione massima |
| ------------------------ | ----------------- |
| Austria                  | 29                |
| Belgio (Fiandre)         | 48                |
| Europa                   | 28                |
| Finlandia                | 12                |
| Germania                 | 55                |
| Italia                   | 30                |
| Nuova Zelanda            | 41                |
| Paesi Bassi              | 68                |
| Regno Unito              | 14                |
| Stati Uniti (dance club) | 3                 |
| Svizzera                 | 45                |